# Bölthorn
Bölthorn, altnordisch Bǫlþorn ‚Dorn des Verderbens, Schadensdorn, Unglücksdorn‘, ist ein Riese (Jötunn) der nordischen Mythologie.
Nach dem Lied Havamál aus der Lieder-Edda hatte er eine Tochter namens Bestla und einen Sohn, dessen Name nicht genannt wird, von dem Odin neun mächtige Runenzauberlieder lernte. Der Prosa-Edda ist zu entnehmen, dass der Reifriese der Großvater Odins war, denn Bestla wurde die Frau von Börr und zeugte mit diesem die Asengötter Odin, Vili und Vé.
Bölthorn gehört damit zu den Riesen, die bereits vor der Schöpfung der Welt lebten. Seine Rolle in der nordischen Mythologie ist jedoch unklar. Weder wird er an anderer Stelle als Vorzeitriese erwähnt, noch passt sein Name in das Namenskonzept der Vorzeitriesen, die sonst auf -mir enden. Zeitlich steht er auf einer Stufe mit Buri und den ersten Nachkommen Aurgelmir-Ymirs. 
Gelegentlich wird in der Forschung auch vertreten, der unbekannte Sohn Bölthorns sei Mimir unter Hinweis auf seine Runenkundigkeit, jedoch bleibt diese Ansicht mangels anderer Anhaltspunkte eine bloße Vermutung.

## Einzelbelege
1. ↑  Lieder-Edda: Havamál 140. Dort heißt der Riese genau genommen Bǫlþor.
2. ↑  Snorri Sturluson: Prosa-Edda, Gylfaginning 6
3. 1 2  Rudolf Simek: Lexikon der germanischen Mythologie (= Kröners Taschenausgabe. Band 368). 3., völlig überarbeitete Auflage. Kröner, Stuttgart 2006, ISBN 3-520-36803-X, S. 54.
4. ↑  Francois Xaver Dillmann: Mimir. In: Heinrich Beck, Dieter Geuenich, Heiko Steuer (Hrsg.): Reallexikon der germanischen Altertumskunde, Bd. 20. De Gruyter, Berlin – New York 2001, ISBN 3-11-017163-5, S. 42.